# Longitud de la coherència superconductora

Quan un material cau per sota de la seva temperatura crítica superconductora, els camps magnètics dins del material són expulsats mitjançant l'efecte Meissner. Les equacions de London donen una explicació quantitativa d'aquest efecte.

En superconductivitat, la longitud de la coherència superconductora, normalment indicada com {\displaystyle \xi } (grec minúscula xi), és l'exponent característic de les variacions de la densitat del component superconductor.
La longitud de la coherència superconductora és un dels dos paràmetres de la teoria de la superconductivitat de Ginsburg-Landau. Està donat per:
{\displaystyle \xi ={\sqrt {\frac {\hbar ^{2}}{2m|\alpha |}}}}
on {\displaystyle \alpha } és una constant a l'equació de Ginsburg-Landau per {\displaystyle \psi } amb la forma {\displaystyle \alpha _{0}(T-T_{c})}.
En la teoria del camp mitjà de Landau, a temperatures T properes a la temperatura crítica superconductora Tc, ξ(T) ∝ (1-T/Tc) −1/2. Fins a un factor de {\displaystyle {\sqrt {2}}}, és un exponent característic equivalent que descriu una recuperació del paràmetre d'ordre lluny d'una pertorbació en la teoria de les transicions de fase de segon ordre.
En alguns casos limitants especials, per exemple, en la teoria BCS d'acoblament feble del superconductor isotròpic d'ona S, es relaciona amb la mida característica del parell de Cooper:
{\displaystyle \xi _{BCS}={\frac {\hbar v_{f}}{\pi \Delta }}}
on {\displaystyle \hbar } és la constant de Planck reduïda, {\displaystyle m} és la massa d'un parell de Cooper (el doble de la massa d'electrons), {\displaystyle v_{f}} és la velocitat de Fermi, i {\displaystyle \Delta } és el buit d'energia superconductor. La longitud de la coherència superconductora és una mesura de la mida d'un parell de Cooper (distància entre els dos electrons) i és de l'ordre de {\displaystyle 10^{-4}} cm. L'electró a prop o a la superfície de Fermi que es mou a través de la xarxa d'un metall produeix darrere seu un potencial atractiu de rang de l'ordre de {\displaystyle 3\times 10^{-6}} cm, la distància de la gelosia és d'ordre {\displaystyle 10^{-8}} cm. Per a una explicació molt autoritzada basada en la intuïció física, vegeu l'article del CERN de VF Weisskopf.
La proporció {\displaystyle \kappa =\lambda /\xi }, on {\displaystyle \lambda } és la profunditat de penetració de Londres, es coneix com el paràmetre de Ginsburg-Landau. Els superconductors de tipus I són aquells amb {\displaystyle 0<\kappa <1/{\sqrt {2}}}, i els superconductors de tipus II són els que tenen {\displaystyle \kappa >1/{\sqrt {2}}} .
En les teories d'acoblament fort, anisòtrop i multicomponent aquestes expressions es modifiquen.